# Benito Ros Charral
Benito José Ros Charral (Abárzuza, 2 de mayo de 1981) es un deportista español que compite en ciclismo en la modalidad de trials, diez veces campeón mundial y dos veces campeón de Europa.
Ganó diecisiete medallas en el Campeonato Mundial de Ciclismo de Montaña entre los años 2001 y 2016, y siete medallas en el Campeonato Europeo de Ciclismo de Montaña entre los años 2008 y 2016.

## Palmarés internacional
| Campeonato Mundial | Campeonato Mundial            | Campeonato Mundial | Campeonato Mundial |
| Año                | Lugar                         | Medalla            | Competición        |
| ------------------ | ----------------------------- | ------------------ | ------------------ |
| 2001               | Vail (Estados Unidos)         | Medalla de bronce  | Trials 20″         |
| 2003               | Lugano (Suiza)                | Medalla de oro     | Trials 20″         |
| 2004               | Les Gets (Francia)            | Medalla de oro     | Trials 20″         |
| 2005               | Livigno (Italia)              | Medalla de oro     | Trials 20″         |
| 2005               | Livigno (Italia)              | Medalla de bronce  | Trials 26″         |
| 2006               | Rotorua (Nueva Zelanda)       | Medalla de bronce  | Trials 20″         |
| 2007               | Fort William (Reino Unido)    | Medalla de oro     | Trials 20″         |
| 2008               | Val di Sole (Italia)          | Medalla de oro     | Trials 20″         |
| 2009               | Camberra (Australia)          | Medalla de oro     | Trials 20″         |
| 2010               | Mont-Sainte-Anne (Canadá)     | Medalla de oro     | Trials 20″         |
| 2010               | Mont-Sainte-Anne (Canadá)     | Medalla de plata   | Trials 26″         |
| 2011               | Champéry (Suiza)              | Medalla de oro     | Trials 20″         |
| 2012               | Leogang/Saalfelden (Austria)  | Medalla de oro     | Trials 20″         |
| 2013               | Pietermaritzburg (Sudáfrica)  | Medalla de bronce  | Trials 20″         |
| 2014               | Hafjell/Lillehammer (Noruega) | Medalla de oro     | Trials 20″         |
| 2015               | Vallnord (Andorra)            | Medalla de bronce  | Trials 20″         |
| 2016               | Val di Sole (Italia)          | Medalla de plata   | Trials 20″         |
| Campeonato Europeo |                               |                    |                    |
| Año                | Lugar                         | Medalla            | Competición        |
| 2008               | Heubach (Alemania)            | Medalla de plata   | Trials 20″         |
| 2009               | Zoetermeer (Países Bajos)     | Medalla de plata   | Trials 20″         |
| 2010               | Melsungen (Alemania)          | Medalla de oro     | Trials 20″         |
| 2011               | Biella (Italia)               | Medalla de plata   | Trials 20″         |
| 2014               | Wałbrzych (Polonia)           | Medalla de plata   | Trials 20″         |
| 2015               | Chies d'Alpago (Italia)       | Medalla de oro     | Trials 20″         |
| 2016               | Le Puy-en-Velay (Francia)     | Medalla de plata   | Trials 20″         |